# Vincenzo Carafa (bispo)
Vincenzo Carafa (falecido em 1679) foi um prelado católico romano que serviu como bispo de Calvi Risorta (1661–1679).

## Biografia
No dia 8 de agosto de 1661, Vincenzo Carafa foi nomeado pelo Papa Alexandre VII como Bispo de Calvi Risorta. Serviu como bispo de Calvi Risorta até à sua morte em 1679.